# Mont Gelé (masyw)

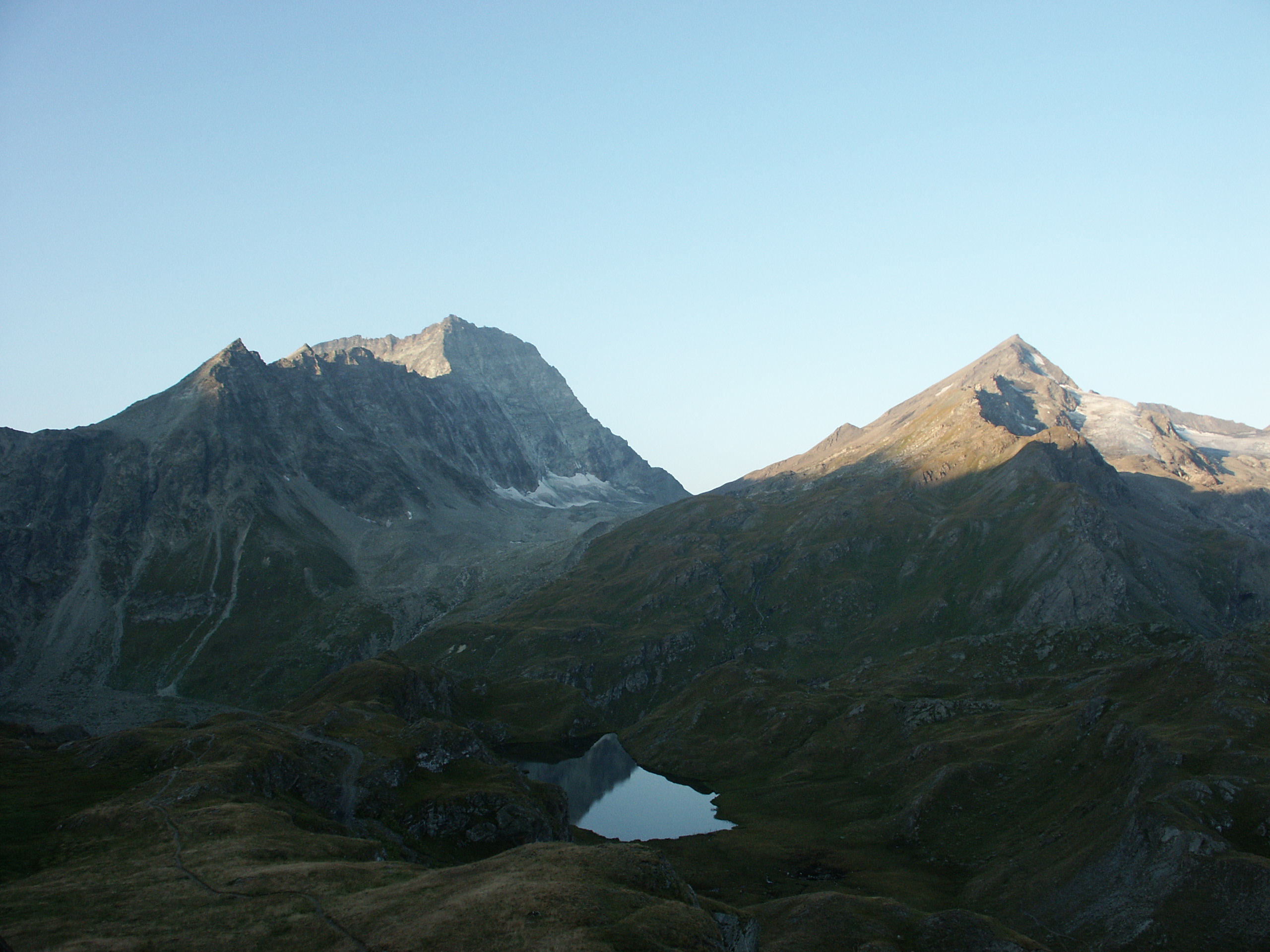
Mont Gelé (od lewej) i Mont Avril. Widok z doliny Val de Bagnes

Mont Gelé – masyw górski w Alpach Pennińskich. Leży na granicy między Włochami (region Dolina Aosty) a Szwajcarią (kanton Valais). Na północ od masywu znajduje się dolina Val de Bagnes, a na południe doliny Valle di Ollomont i Valpelline.
W grzbiecie głównym Alp Pennińskich masyw ciągnie się od przełęczy Fenêtre de Durand (2797 m), gdzie graniczy z masywem Grand Combin, do przełęczy Col de Crête Sèche (2899 m), za którą znajduje się masyw Mont Collon. Między przełęczami znajduje się szczyt Mont Gelé (3518 m). Na wschód od niego odchodzi na południe boczny grzbiet oddzielający dolinę Valle di Ollomont od doliny Valpelline. Grzbiet ten rozdziela się na dwie prawie równoległe granie. W zachodniej znajdują się m.in. szczyty Mont Morion (3487 m) i Mont Clapier (3437 m), a we wschodniej Aroletta Superiore (3117 m) i Punta Duc (2810 m).
Na północ od szczytu Mont Gelé znajduje się niewielki lodowiec Glacier de Crête Sèche, a na południe lodowce: duży Glacier de Mont Gelé i mały Glacier de Aroletta.